# Sé (Lisbonne)
Pour les articles homonymes, voir Sé.
Sé est une ancienne freguesia de la municipalité portugaise de Lisbonne. Créée en 1150, elle fusionne fin 2012 avec onze autres freguesia lors d'un plan de réorganisation de la ville pour devenir Santa Maria Maior.

## Images

Église Sainte Marie Majeure
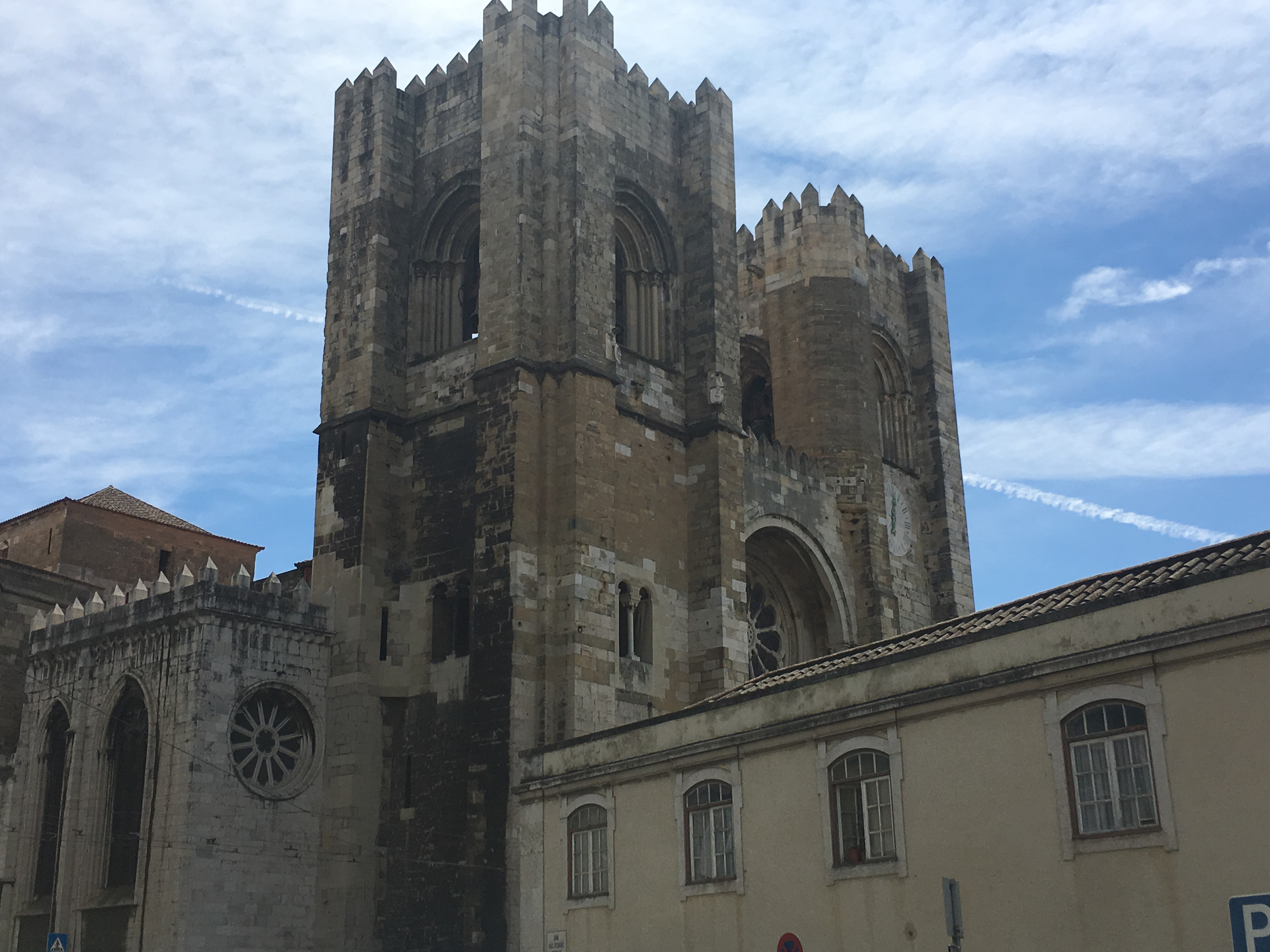
Église Sainte Marie Majeure
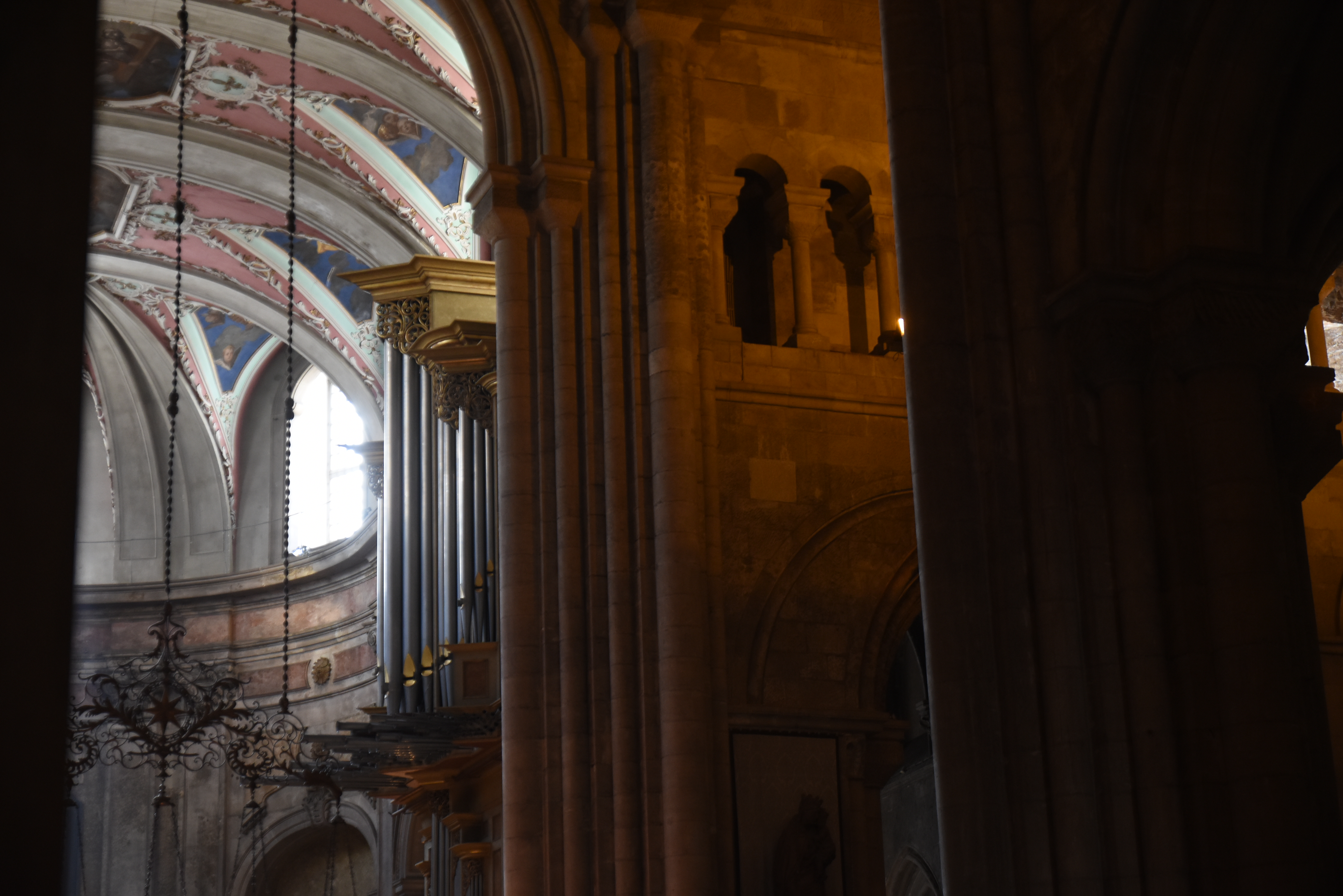
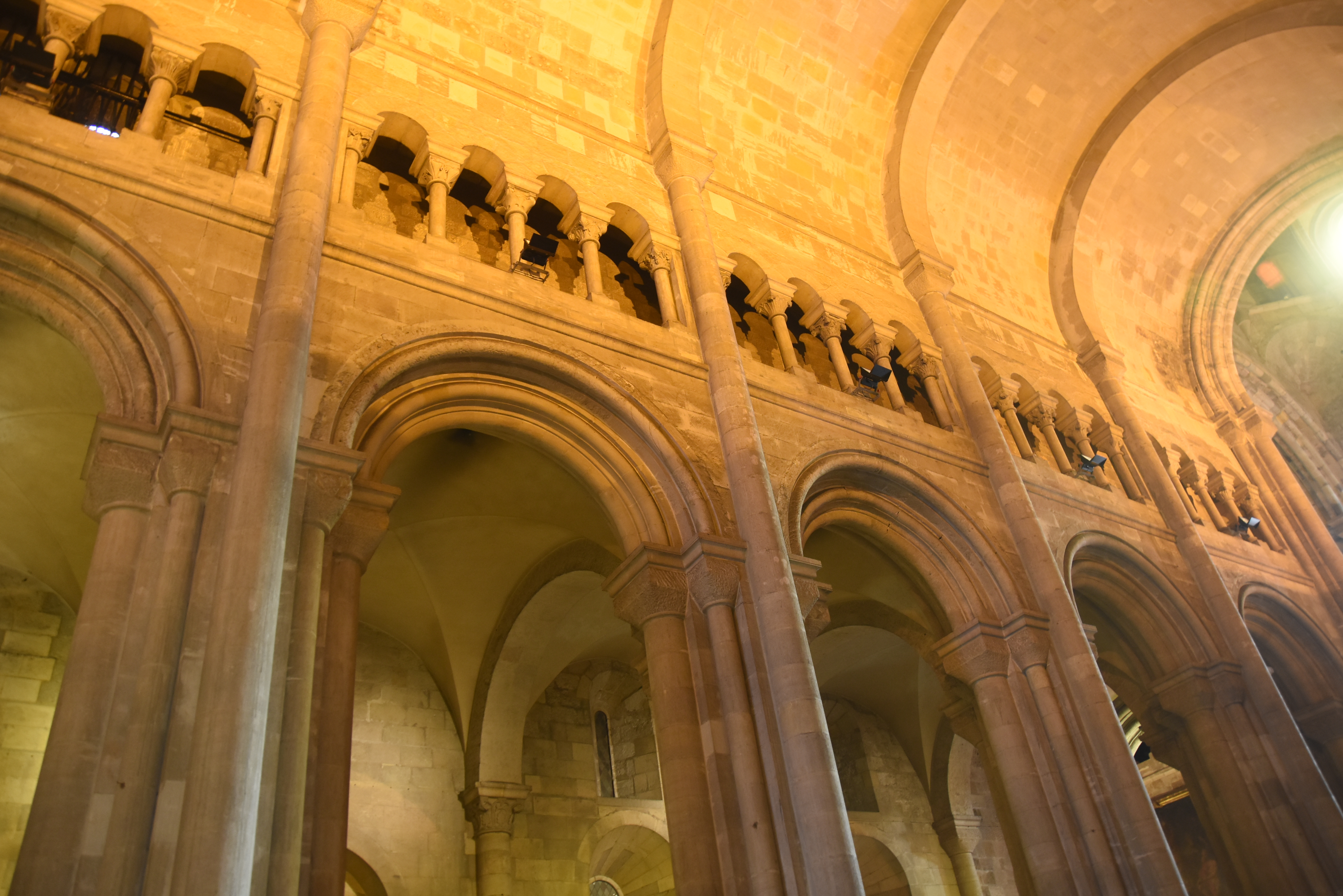
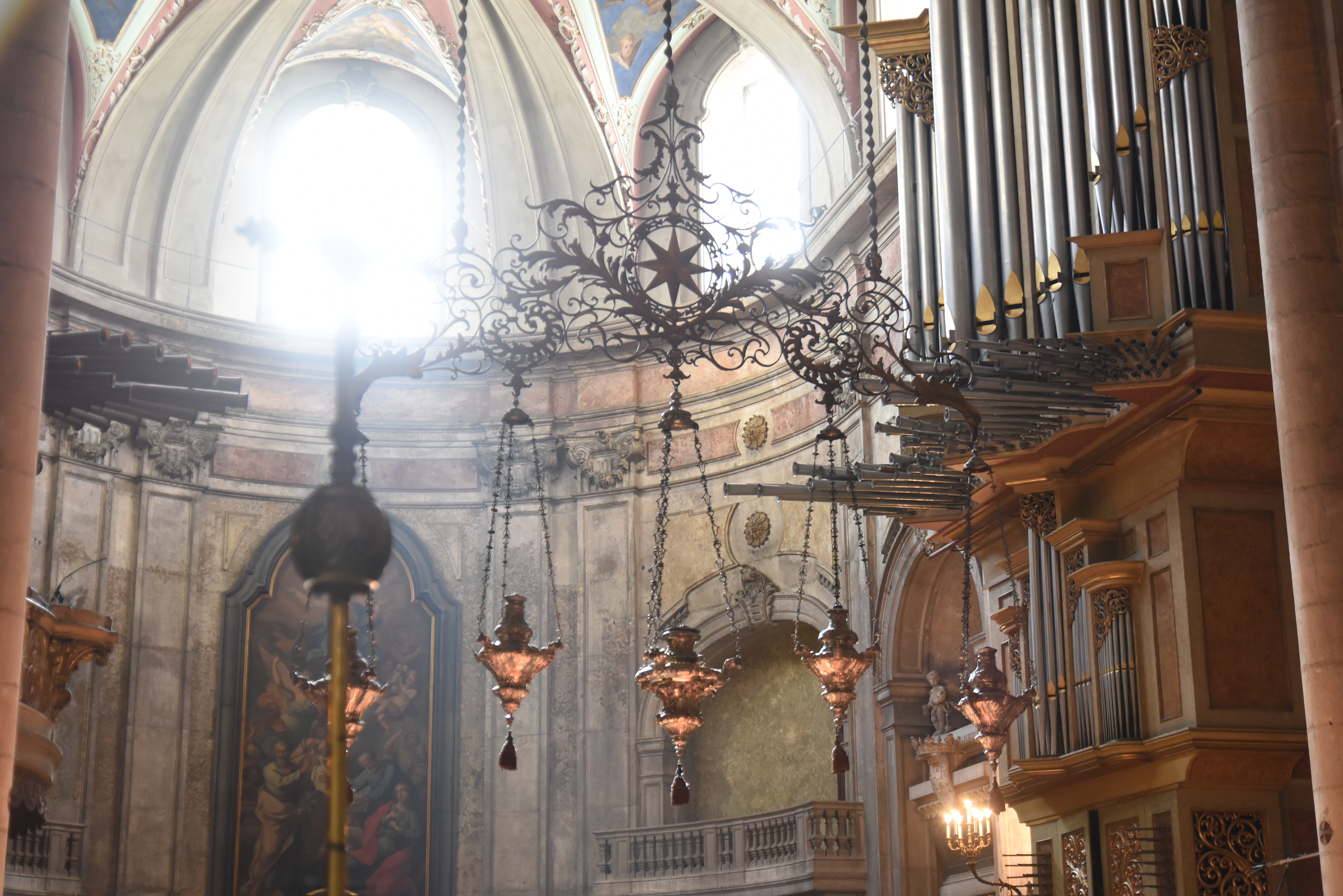